# مسار القطة (كتاب)
مسار القطة هو كتاب صدر عام 1993 من تأليف نيفادا بار ونشر عن دار أبناء ج. ب. بتنام (المملوكة الآن لبنغون غروب). فاز الكتاب بجائزة أنتوني لأفضل رواية أولى عام 1994.